# Brasão de armas do Saara Ocidental
O brasão de armas da República Democrática Árabe Sarauí é um símbolo criado pela Frente Polisário, o movimento pró-independência para o Saara Ocidental. 
O símbolo representa duas espingardas cruzadas com a bandeira pendurada. Centrado acima deles, está um crescente vermelho e uma estrela, símbolos islâmicos. Em torno das metralhadoras e do crescente estão dois ramos de azeitona, um de cada lado. Na parte inferior está escrito o lema Polisário, em árabe: "حرية ديمقراطية وحدة" (em português: "Liberdade, democracia, unidade"), em preto e sobre uma bandeira vermelha.